# Heckler & Koch PSG1
PSG1 (fra tysk: Präzisions-Scharfschützen-Gewehr oversat: "Præcisions-Skarpskytte-Gevær") er en riffel lavet af den tyske våbenproducent Heckler & Koch.
Riflen er kendt verden over og bruges både af militærets og politiets specialtropper. Våbnet blev udviklet som reaktion på terroraktionen under De Olympiske Lege i sommeren 1972, og Heckler & Koch fik til opgave at udvikle en præcisionsriffel med høj kaliber, som var semiautomatisk, som den nyoprettede politistyrke GSG-9 kunne anvende sammen med militærets specialtropper. Den er kendt som en meget pålidelig riffel og meget effektiv på lang afstand med stor skade til følge, da den anvender 7.62 x 51 mm NATO-patroner.
Blandt soldater bliver den også kaldt "minerydderen", da den også bruges til at rydde miner med.